# Кевин Куан
Кевин Куан (на английски: Kevin Kwan) е американски писател на произведения в жанра социална драма, сатира и чиклит.

## Биография и творчество
Кевин Куан е роден на 8 ноември 1973 г. в Сингапур, в старо богато китайско сингапурско семейство. Прадядо му, О Сиан Гуан, е директор-основател на най-старата банка в Сингапур, а дядо му по бащина линия е докторът по медицина и офталмолог сър Артър Куан Па Чиен, който става първият обучен на Запад специалист в Сингапур и е удостоен с рицарско звание от кралица Елизабет II за филантропски дейности. Дядо му по майчина линия, преподобният Пол Ханг Синг Хон, основава методистката църква. Баща му е инженер, а майка му е пианистка. Докато е в Сингапур Куан учи в англо-китайското училище. Семейството му се премества в Клиър Лейк, Тексас, САЩ, когато той е на 11 години, и завършва там гимназия. Следва в университета Хюстън-Клиър Лейк, където получава бакалавърска степен по медийни изследвания. Премества се в Манхатън, където следва в Училището по дизайн Парсънс и получава бакалавърска степен по фотография. В Ню Йорк работи за списание „Интервю“ и дизайнерската фирма M&Co на Тибор Калман. През 2000 г. създава свое собствено творческо студио, като сред клиентите му са TED, Музея на модерното изкуство и Ню Йорк Таймс.
Първият ѝ роман „Луди богаташи“ от едноименната поредица е издаден през 2013 г. Вдъхновява се за него докато се грижи за баща си, който умира от рак, и записва спомените му за живота му в Сингапур и САЩ, както и от своето детството в Сингапур. В историята, нюйоркчанката Рейчъл Чу отива с приятеля си Никълъс Йънг в родния му Сингапур, за да прекара лятото. Но там, вместо с идилична семейна обстановка, се сблъсква с много богатото му семейство, а приятелят ѝ е един от най-желаните ергени в страната, което води до поредица от сблъсъци с потомствени аристократи и новобогаташи, шумни роднини и амбициозни кариеристи. Романът става национален и международен бестселър и е преведен на 40 езика по света. През 2018 г. романът е екранизиран в успешния касов едноименен филм с участието на Константин Ву и Хенри Голдинг, на който той е изпълнителен продуцент.
Следват продълженията „Момиче за милиарди“ от 2015 г. и „Богаташки проблеми“ от 2017 г., които също стават бестселъри, а след излъчването на филма през 2018 г. трилогията оглавява класацията на бестселърите за няколко седмици. През 2018 г. Кевин е обявен от списание „Тайм“ за един от 100-те най-влиятелни хора в света и е включен в Азиатската зала на славата.
Кевин Куан живее със семейството си в Манхатън.

## Произведения

### Поредица „Луди богаташи“ (Crazy Rich Asians)
1. Crazy Rich Asians (2013)[1][2][3]
Луди богаташи, изд. „Анишър“ (2018), прев. Кристина Георгиева
2. China Rich Girlfriend (2015)
Момиче за милиарди, изд. „Анишър“ (2019), прев. Йоана Гацова
3. Rich People Problems (2017)
Богаташки проблеми, изд. „Анишър“ (2020), прев. Йоана Гацова

### Поредица „Градове“ (Cities)
1. Sex and Vanity (2020)[1][2][4]
2. Lies and Weddings (2024)

### Екранизации
- 2018 Луди богаташи, Crazy Rich Asians